# طاهر علی‌اف
طاهر علی‌اف (ترکی آذربایجانی: Tahir Yunis oğlu Əliyev؛ زادهٔ ۱۹۵۲ میلادی) سیاست‌مدار و نظامی اهل کشور جمهوری آذربایجان است.